# Henry Pwono
Henry Pwono (Pittsburgh, 21 luglio 1991) è un cestista statunitense con cittadinanza della Repubblica Democratica del Congo.

## Carriera
Con la RD del Congo ha disputato i Campionati africani del 2021.